# Palazzo pretorio (Buggiano)

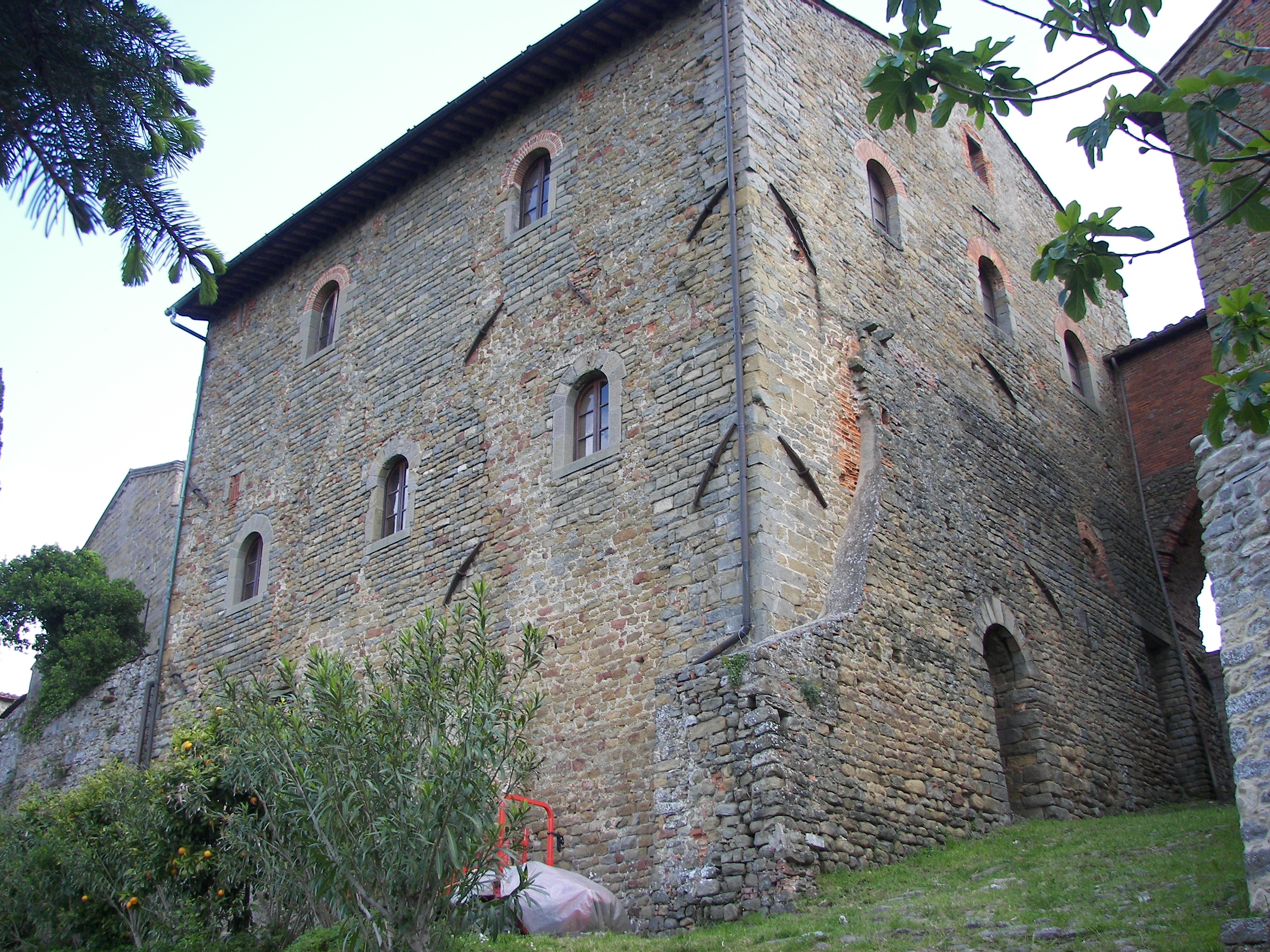
La facciata posteriore

Il Palazzo Pretorio è un edificio storico di Buggiano, nella Valdinievole, provincia di Pistoia, regione Toscana.

## Storia
Un primitivo nucleo del palazzo risale agli inizi del XIII secolo, quando Buggiano si costituì in libero comune rurale alle dipendenze di Lucca, dopo essere stato castello feudale dei signori "da Buggiano". Tuttavia gli scavi archeologici effettuati negli anni '70 del '900 hanno individuato tracce di edificazioni precedenti, risalenti al Mille e, addirittura, periodo longobardo. Nei materiali di riempimento del seminterrato, è stato rinvenuto un capitello di epoca tardoromana. Dopo il 1329, che segnò il passaggio all'orbita fiorentina dopo anni particolarmente concitati in cui la Valdinievole fu interessata da scontri armati tra le città toscane (battaglia di Montecatini), il palazzo fu interessato da lavori di ristrutturazione ed ampliamento, divenendo sede delle magistrature comunali, nonché sede e abitazione del podestà, che qui amministrava la giustizia. Ulteriori ampliamenti sono stati eseguiti verso sud e verso nord, forse nel XVII secolo. Nel 1775, a seguito delle disposizioni di Pietro Leopoldo di Lorena, granduca di Toscana, la sede comunale fu trasferita a Borgo a Buggiano. Il palazzo fu venduto a privati, che lo trasformarono in civile abitazione. Nel 1881 fu riacquistato dal Comune di Buggiano. 

## Descrizione
Il palazzo si articola su tre piani, seminterrato, pianoterra e primo piano. Il seminterrato, con volte a crociera, ospitava un tempo la prigione e la sede del corpo di guardia, in seguito divenne stalla e scuderia. Particolarmente solenne la sala del primo piano, con soffitto a capriate di legno e colonne ottagonali di sostegno in pietra, sulle quali si leggono degli affreschi quattrocenteschi. Altre tracce di affreschi sulle pareti laterali. La facciata, in pietra con alcuni inserti in mattoni, vede un portale centrale a tutto sesto e ai lati, asimmetriche, due porte di piccole dimensioni, cinque o seicentesche. All'altezza del primo piano, una monofora e due grandi bifore con colonnina centrale in pietra. Sull'intera superficie della facciata, numerosi stemmi araldici, appartenenti ai podestà e cancellieri.